# Flavius Peregrinus Saturninus

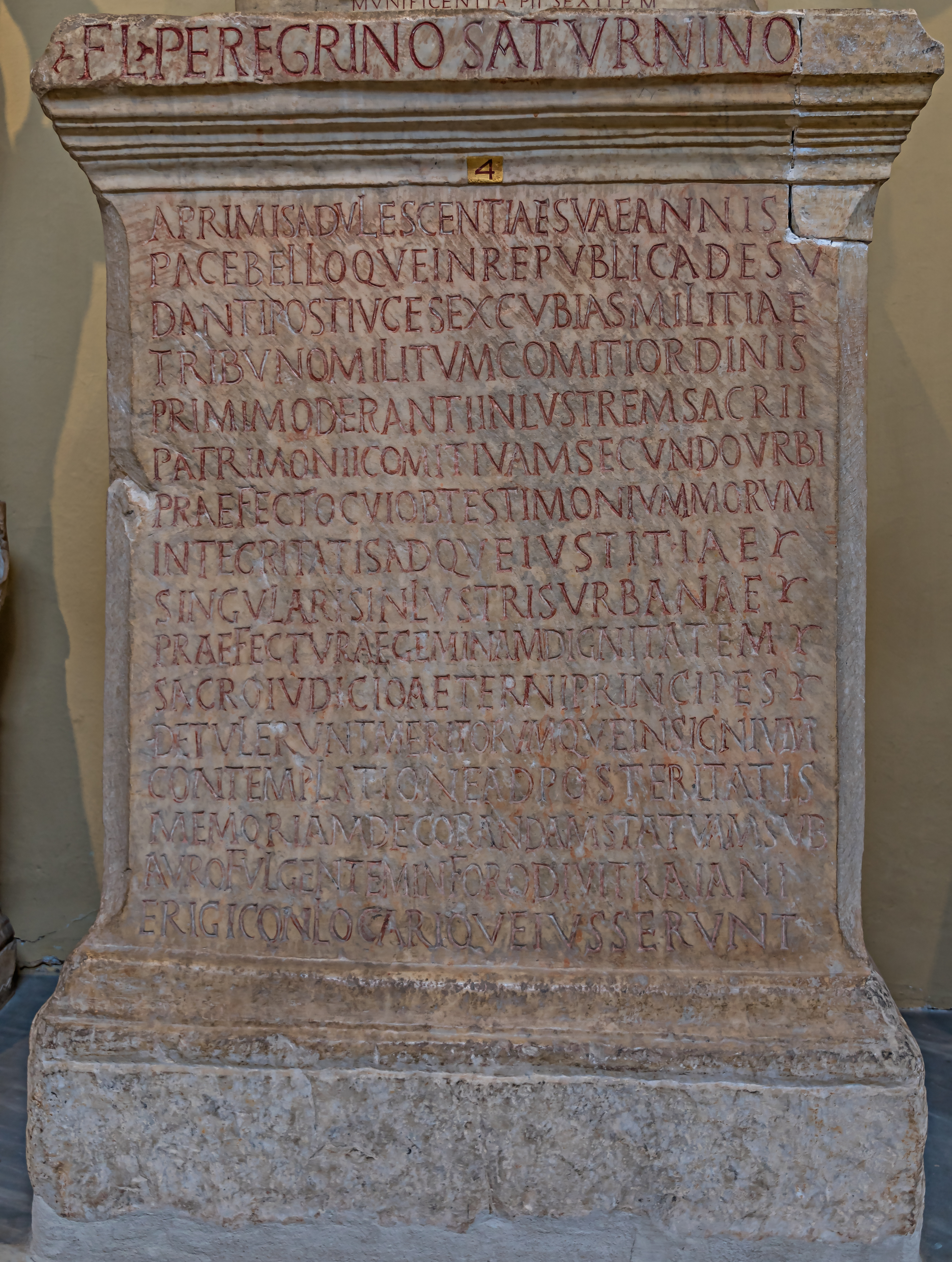
Statuenbasis zu Ehren des Flavius Peregrinus Saturninus mit dessen Vita als Inschrift (CIL 06, 1727)

Flavius Peregrinus Saturninus war ein spätantiker römischer Militär und Politiker und vermutlich von höchstem senatorischem Rang (vir illustris). Er lebte wahrscheinlich um die Wende vom 4. zum 5. Jahrhundert.
Flavius Peregrinus Saturninus hatte eine außerordentliche Karriere, die er bereits in jungen Lebensjahren antrat. Anscheinend stieg er in den Dienst am kaiserlichen Hof ein und hatte dort vielleicht zunächst die Funktion eines tribunus et notarius inne. In seiner Dienstzeit erwarb er sich das besondere Vertrauen des Kaisers, da er im Codex Theodosianus als Verwalter des kaiserlichen Privatvermögens (comes rerum privatarum) erwähnt wird, womit er auch Mitglied des kaiserlichen Staatsrats (consistorium) war. Die Laufbahn des Flavius Peregrinus Saturninus wurde mit der zweimaligen Ausübung der Stadtpräfektur Roms abgeschlossen, die möglicherweise zwischen 403 und 407 datiert werden kann. Saturninus hätte dann unter Honorius am weströmischen Hof gedient, als dieser noch von Stilicho dominiert wurde.
Unsicher ist in der Forschung, ob ihm auf Befehl des Kaisers bereits zu Lebzeiten oder nach seinem Ableben eine vergoldete Statue auf dem Trajansforum gesetzt wurde. Die Vita des Geehrten auf der Statuenbasis weist die Kaiser als Stifter aus, ohne diese namentlich zu nennen. Vermutlich fällt die Stiftung in die Regierungszeit der Kaiser Honorius und Arcadius (395–408).